# 聖克里斯托瓦爾 (庫斯卡特蘭省)
聖克里斯托瓦爾（西班牙語：San Cristóbal），是薩爾瓦多的城鎮，位於該國中部，由庫斯卡特蘭省負責管轄，面積18.22平方公里，海拔高度250米，2007年人口8,316，人口密度每平方公里456.42人。
14°2′N 89°5′W / 14.033°N 89.083°W